# Euphyia probataria
Euphyia probataria är en fjärilsart som beskrevs av Druce 1899. Euphyia probataria ingår i släktet Euphyia och familjen mätare. Inga underarter finns listade i Catalogue of Life.